# PBX

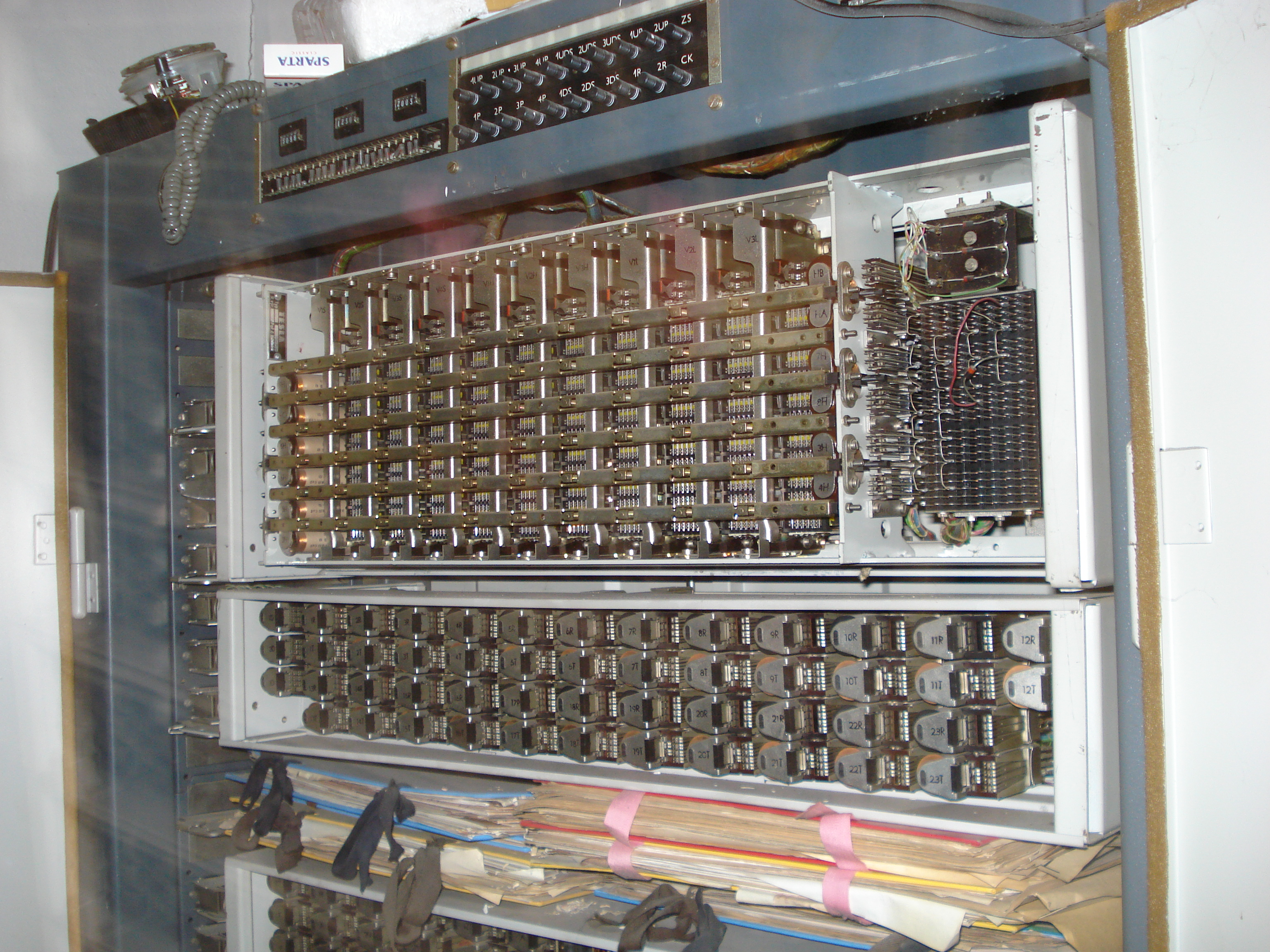
PABX de la marca Tesla de la década de 1970.

Un PBX o PABX (siglas en inglés de Private Branch Exchange o Private Automatic Branch Exchange para PABX) cuya traducción al español sería Ramal privado de conmutación automática , o más bien Central  Privada Automática; es en realidad cualquier central telefónica virtual conectada directamente a la red pública de telefonía por medio de líneas troncales para gestionar además de las llamadas internas, las entrantes y salientes con autonomía sobre cualquier otra central telefónica. Este dispositivo generalmente pertenece a la empresa que lo tiene instalado y no a la compañía telefónica, de aquí el adjetivo Privado a su denominación.

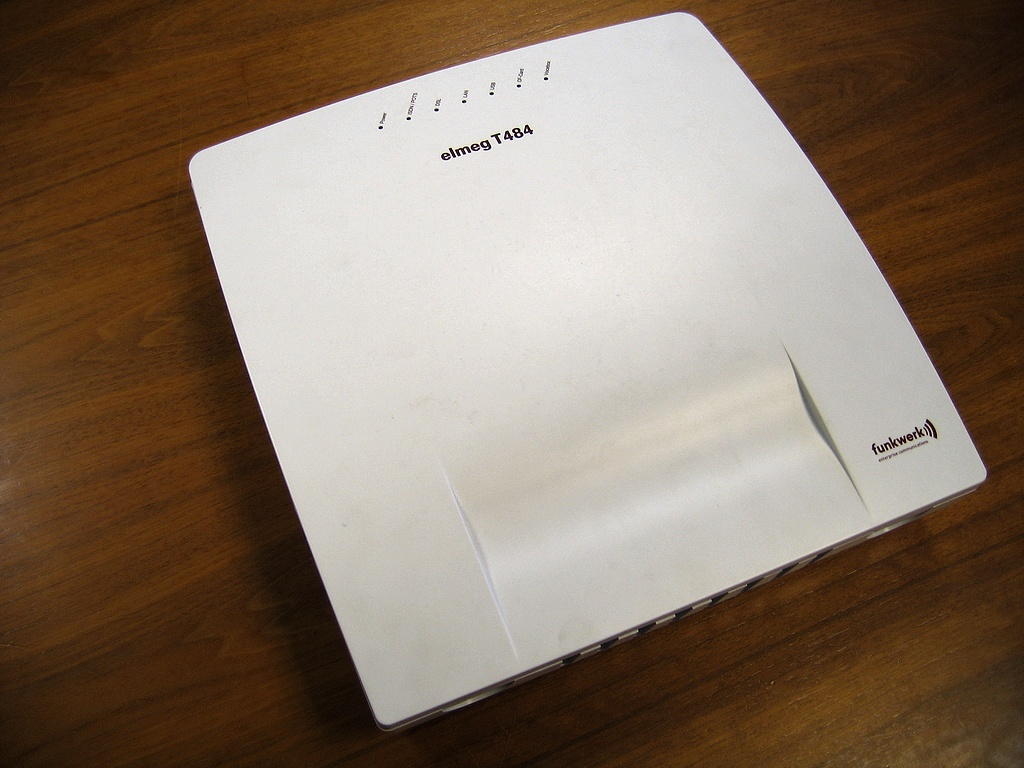
PABX.

Un PBX se refiere al dispositivo que actúa como una ramificación de la red primaria pública de teléfonos, por lo que los usuarios no se comunican directamente al exterior mediante líneas telefónicas convencionales, sino que al estar el PBX directamente conectado a la RTC (red telefónica pública), será esta misma la que enrute la llamada hasta su destino final mediante enlaces unificados de transporte de voz llamados líneas troncales. En otras palabras, los usuarios de una PBX no están asociados con la central de teléfonos pública, ya que es la misma PBX la que actúa como tal, análogo a una central pública que da cobertura a todo un sector mientras que un PBX lo ofrece generalmente en las instalaciones de una central o compañía.

## PBX y PABX
Del término PBX se deriva PABX, que no es más que un PBX automático.
En los orígenes de la telefonía era necesario conectar manualmente cables para establecer la comunicación. Este sistema era conocido como PMBX (PBX Manual) que luego fue reemplazado por un dispositivo electromecánico automático y posteriormente con el avance de la electrónica de microprocesadores, por sistemas digitales de conmutación que se le llamó PABX que desplazó al PMBX hasta hacerlo casi inexistente. A partir de ese momento PABX y PBX se convirtieron en sinónimos.
Los PBX (manuales) eran antiguas centrales telefónicas instaladas dentro del establecimiento comercial que la poseía. Requerían de un operador telefónico, o simplemente operador, para que realizase las funciones de conmutado de llamadas.
A partir de ahora, cuando mencionemos a un PBX, se dará por hecho que es automático. No le denominaremos PABX debido a la mayor popularidad del primero.
Las PBX han pasado por una transformación rápida a través de los años, estas PBX fueron de analógicas, a semi-digitales y luego a totalmente digitales, ahora se están utilizando también las llamadas PBX IP, una PBX IP maneja las señales de voz bajo el protocolo de Internet, aportando beneficios para la integración de telefonía informática (CTI). Un PBX IP puede existir como hardware físico, o puede llevar a cabo sus funciones de forma virtual, realizar las actividades de enrutamiento de llamadas de la PBX tradicional o PBX híbrido como un software. Esta versión virtual también se conocele como "SOFT PBX". 
En muchos países de América Latina las compañías denominan como PBX o Centrex al servicio de asociar varias líneas de teléfono bajo un mismo número. Centrex no es más que el servicio simulado de una PBX por parte de la compañía de teléfono. Esto genera confusión porque son incluso las mismas compañías telefónicas quienes ofrecen el servicio bajo tales denominaciones. El término correcto a este servicio es "número telefónico único" o similares.

## Funcionamiento
Los PBX de gran escala, instalados en grandes oficinas funcionan como dispositivos físicos que administran el tráfico de llamadas, incluso contabiliza las llamadas para uso financiero y de facturación. (información utilizada por la compañía de teléfono, quien programará la central además para hacerla compatible y reconozca otras centrales de su entorno de redes telefónicas primarias). Hoy en día una PBX no es más que una computadora especializada, siendo el usuario quien podrá configurar los parámetros de las llamadas entrantes y salientes. Generalmente el usuario conecta el PBX por un único enlace digital, como E1 o T1, utilizando tan solo 2 pares de cables en lugar de 2n hilos para las n líneas externas contratadas. Generalmente estos enlaces tienen capacidad de portar hasta 30 líneas sin llegar a comprimir la información de la voz lo suficiente como para degradarla más 2 líneas más que ocupan para el envío y recepción de información.
El método de conexión para pequeñas y medianas empresas no deja de ser por líneas comunes de la compañía telefónica, utilizando cuantas líneas quiera tener el usuario, y éstas a su vez conectadas a la central telefónica, que a pesar de que podría tratarse de un PBX, no estaría funcionando como tal, y tan solo como una central privada híbrida. Esto se debe a que el tráfico de la llamada entrante o el inicio de la llamada saliente se origina en la central pública de la empresa de telefonía, probablemente al igual que otros abonados de la zona, mientras que si trabajase como PBX, el tráfico de llamadas culminaría o se iniciaría en la misma centralita. Hay casos en que se usa un enlace digital con capacidad de varias llamadas simultáneas con la red exterior y aparte un par de líneas convencionales con fines ya sea de respaldo, o de estrategias de logística para dirigir llamadas por otras líneas de otros operadores que ofrecen tarifas más convenientes para cierto tipo de llamadas. (Internacionales, teléfonos móviles, etc.)
Ejemplo: Una empresa grande con muchos abonados tiene: Un enlace E1 con la empresa estatal o privada de teléfonos con capacidad de 30 líneas de entrada y 30 de salida utilizando un PBX con autonomía sobre la red troncal; 6 líneas conectadas a la red de telefonía móvil ya sea por bases (terminales fijos que simulan una línea convencional) o con dispositivos especializados que enlazan a la centralita con la red GSM con una tarjeta SIM con el fin de aprovechar tarifas preferentes llamando de "móvil a móvil"; 2 líneas para llamadas internacionales conectadas como líneas convencionales ofrecidas por otra empresa con mejores tarifas.
Las nuevas tecnologías de telefonía IP (VoIP) permiten la conmutación de voz vía Internet o redes informáticas privadas, siendo éste a veces el sistema de conexión del PBX con la Red de Telefonía Local Pública (RTC).
Las extensiones suelen ser líneas sencillas conectadas a teléfonos simples, con características similares a una línea de la RTC en cuanto a tensión y señales eléctricas, por lo que son perfectamente compatibles. Otros teléfonos pueden ser exclusivamente para ser usados con la marca del PBX, siendo compatibles solo con estos. Estos últimos tienen funciones especiales adicionales como un display y se pueden monitorizar todas las líneas o extensiones mediante LEDs de control; incluso se puede programar el PBX completamente desde ciertos modelos. Estos teléfonos requieren generalmente 4 hilos en sus conexiones mientras que las extensiones sencillas requieren solo 2.
Se puede incluso conectar una extensión de un PBX a un puerto línea externa de otra PBX, por ejemplo, el de una oficina vecina para lograr comunicación interna gratuita. Pero lo más conveniente es usar interfaces ISDN para interconectar más de un PBX, pudiendo compartir llamadas internas y hasta líneas troncales, haciendo como si se tratara de una sola central, creando una mini-red telefónica. Los bancos y agencias con sucursales dispersadas en varios kilómetros comparten estas características y la voz viaja vía red local en paquetes de datos.
Existen varios estándares de interfaces con la RTC, con otros PBX o con otros teléfonos internos menos comunes.

### Llamadas entrantes
Se tiende hoy en día a dejar configurado el acceso de llamadas entrantes al PBX por 2 métodos principalmente:

#### Acceso por número único
En PBX de mediana escala, el usuario contrata n cantidad de líneas conectadas en los puertos de entrada del PBX. Generalmente, a esta n cantidad de líneas se les asocia un único número con el fin de evitar tener n números distintos.
Por ejemplo, que una compañía tenga como número único el 555000. Al llamar desde el exterior a este número, podrá contestar una grabación de bienvenida indicando que marque el número de extensión; o por otro lado contestar directamente una operadora (normalmente la recepcionista) quien transferirá la llamada a la extensión correspondiente tras la petición del llamante.

#### Acceso directo a extensiones
Se puede contratar con la compañía telefónica una serie telefónica, de manera que cada extensión tenga manera de recibir llamadas mediante un número directo, y no necesariamente pasar por el número conmutador o la recepcionista.
Por ejemplo, en una compañía todos los números pueden empezar con 555xxxx y los cuatro últimos dígitos completados con b representarían la extensión marcada. Si se desea marcar la extensión 1234, uno marcaría desde fuera 5551234. 
No obstante, los usuarios con esta modalidad siempre tienen como número principal el de la operadora, entonces la otra forma de llamar podría ser marcar 5550000 y al contestar la locución de bienvenida, marcar a continuación 1234 o marcando directamente 5551234.

### Llamadas salientes
Por lo general se marca un código de acceso que es 9 con el estándar del continente americano, y 0 en Europa. Marcar este código abrirá y conmutará una línea externa libre en orden aleatorio (salvo restricciones predefinidas) con el usuario desde cualquier extensión.
Una vez marcado, se escuchará otro tono de marcado (no necesariamente) que corresponde a la línea externa (o troncal). En los PBX con enlace digital no se "abre" ninguna línea, el PBX simula otro tono (a veces distinto del primero para diferenciarlos) para posteriormente enviar la solicitud al procesador central de llamadas de la RTC una vez terminado de marcar todos los dígitos del número a marcar.
Desde algunos teléfonos internos, se puede configurar la opción de "línea directa", que tan solo al abrir la extensión conmutará o dará tono de alguna línea externa, simulando esta extensión no estar conectada a la centralita, pues no habría como marcar una extensión interna.
Desde ciertos teléfonos, aparte de la posibilidad de marcar un código de acceso, se puede presionar una tecla casi siempre con un LED indicador, que sirve para abrir una línea específica, por lo que no se marca 9 o 0.
Algunos PBX más modernos, como los que trabajan con VoIP, no requieren de un código de acceso para hacer una llamada externa porque reconocen automáticamente cuando el usuario marca pocos dígitos para hacer una llamada interna, y si son más de éstos entenderá automáticamente que el número saldrá de la centralita por una línea externa.

### Llamadas internas
Son llamadas gratuitas, ya que es la propia compañía la dueña de los dispositivos. El usuario marca directamente la extensión deseada sin pasar esta por ninguna línea externa.
En caso de cadenas de oficinas nacionales e internacionales, se podría optar a anteponer el código de la sucursal antes de la extensión de la misma empresa, ya que puede haber las mismas extensiones en sucursales distintas, o el usar extensiones distintas requeriría varios dígitos de extensiones.

### Uso doméstico
Las PABX (Central telefónica) de uso doméstico estuvieron dedicadas a casas y apartamentos en barrios acomodados de ciudades alrededor de todo el mundo, pero ahora es más que una comodidad ya que los usuarios tienen muchas facilidades, entre ellas:
- Cada teléfono tiene su propio número de extensión o anexo para comunicarse entre sí.
- Se define selectivamente extensiones que timbrarán con llamadas entrantes desde el exterior.
- Transferir llamadas hacia otras extensiones.
- Comunicación privada.
- Compatibilidad con portero eléctrico.
- Restricción de llamadas a ciertos números o el tiempo de las mismas.
- Conexión de 2 o más líneas a la central y cada una de ellas accesible desde cualquier teléfono.

## Actualidad

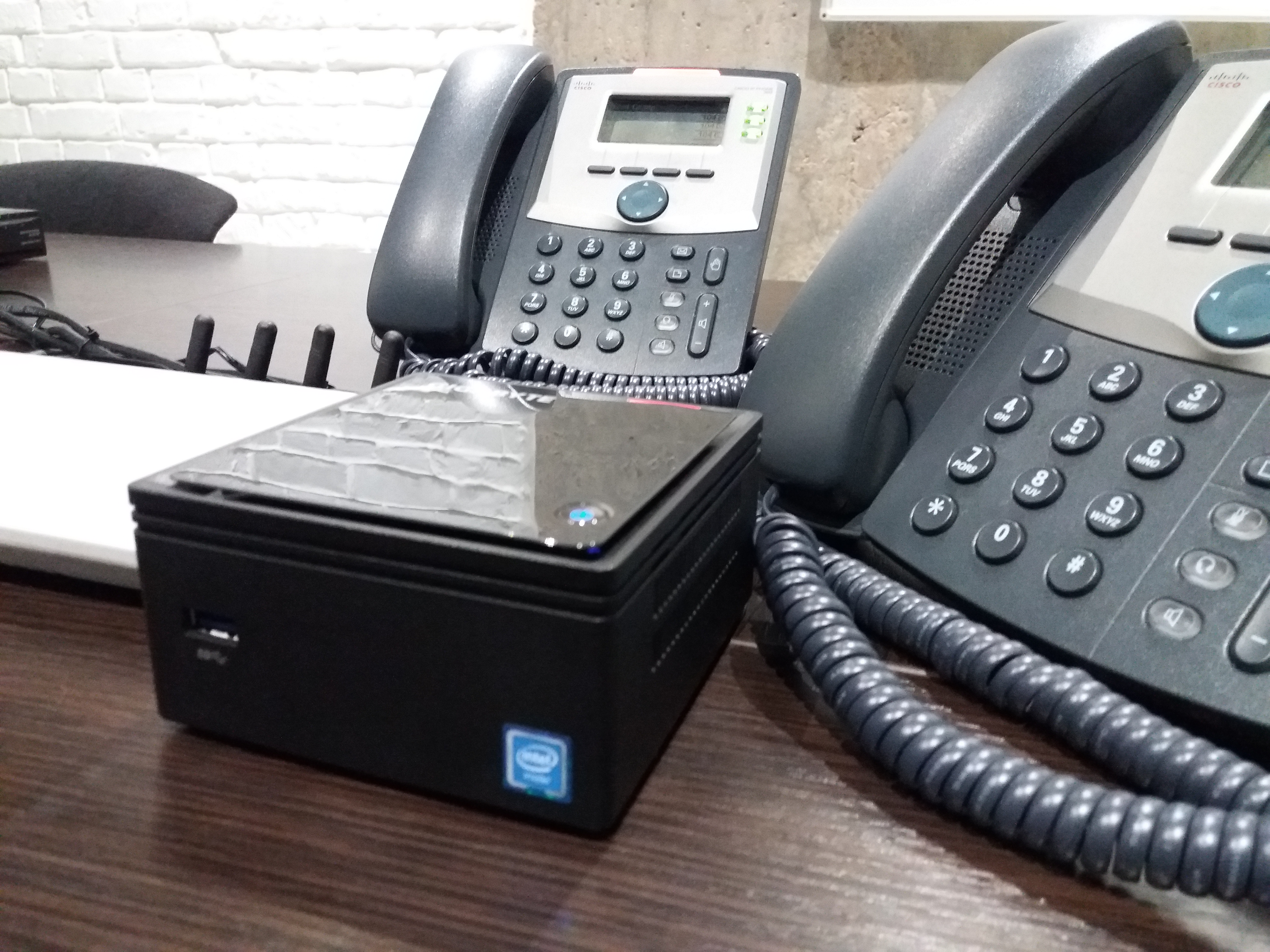
Gigabyte BRIX como PBX basada en Asterisk, GOIP-4, teléfonos IP Cisco SPA303.

Actualmente se está desarrollando en el mundo del software libre, programas que realizan las funciones de una central PBX bajo Windows y Linux, tal es el caso del programa Asterisk o FreeSWITCH o Elastix (como alternativa a una comunidad en Español). Con estos sistemas es posible integrar esta y más funciones en un solo computador que brinda comunicación telefónica, Internet, fax, etc.
Asterisk o FreeSWITCH podrán reemplazar completamente a una PBX, ya que estos programas realizan todas sus funciones y más, sin costes de licencia asociados. Pero deben lidiar con la seguridad y además con la calidad del audio que aún no iguala al telefónico.
Tanto como el fax, o el módem, o grupos de teléfonos de picos, u otros dispositivos de comunicación pueden ser conectados a un PBX. Generalmente estos dispositivos se relacionan como extensiones.
Una PBX IP o Central telefónica IP es un equipo telefónico diseñado para ofrecer servicios de comunicación de voz/video a través de las redes de datos. Utilizan la red IP, aunque esta no fue diseñada para este uso, muchas compañías están ensamblando sistemas de IP cada vez más confiables. 
Las corporaciones internacionales han sido muy receptivas a esta tecnología ya que no se encuentran limitadas ni en número, ni en ubicación de usuarios dándoles una libertad importante de expansión a nivel mundial. 
La buena noticia es que todas las funciones extra que pueden darle las IP PBX, pueden tenerlas con las PBX tradicionales, con tan solo conectar módulos donde se incorpora la tecnología IP, todo a precios muy razonables. El consumidor ya se acostumbró a la confiabilidad y a la fácil configuración de las PBX tradicionales, cosa que debe continuar con esta nueva tecnología. 
Cada vez más, las PBX dejan de ser un equipo limitado a las grandes empresas, ahora las vemos en medianas y pequeñas empresas y además en muchos hogares, en donde se ha convertido en un elemento indispensable de la vida cotidiana. anuel

## PBX virtuales
Las compañías de teléfono pueden ofrecer por medio de sus líneas telefónicas el servicio simulado de PBX. Útil para empresas temporales o que se trasladan constantemente.
La compañía telefónica que ofrece el servicio configura (mediante software) la central telefónica pública de la zona de tal forma que las líneas que lleguen a la dirección que contrata el servicio aparenten funcionar como un PBX con casi todas las mismas características. Cabe indicar que cada extensión es un par (de cables) por separado entre la dirección donde está instalado el servicio y la central regional de la compañía telefónica, no llegando a ser del todo eficiente si la central está muy lejos o si son muchas extensiones, por ejemplo, más de diez.

## iPBX virtuales
Corresponden a una solución cloud de PBX, controlada por el operador y delegada la administración al cliente con restricciones, esta solución evita a los clientes realizar inversiones en equipos que rápidamente quedan obsoletos y requieren de actualizaciones de software y licencias, además de destinar recursos a su mantenimiento. Las PBX Virtuales permiten ofrecer los mismos servicios de una pbx física sobre terminales de VoIP, lo que simplifica enormemente el despliegue de la red y permite la movilidad de los terminales con todos los atributos del servicio dentro de la red local de la empresa, también es posible definir extensiones que sean utilizadas con equipos móviles o aplicaciones de VoiP corriendo en un teléfono inteligente, logrando la movilidad universal. Microsoft Skype for Business es un ejemplo (de los muchos que hay) de servicio de comunicaciones IP que incluye un servicio de iPBX completo, que no está ligado a una empresa de telecomunicaciones, como es tradicional.
Una desventaja de las PBX virtuales es su dependencia del enlace de datos hacia el proveedor del servicio, no obstante por medio de un VSB (Virtual Smart Box) se permite la conmutación local cuando el enlace de datos se pierde, manteniendo las comunicaciones entre anexos. Otra desventaja es que seguimos siendo dependientes de la empresa de telecomunicaciones que nos brinda el último metro de cobre, por lo cual se pagaría a dicha empresa y a quien nos brinde el servicio de iPBX, o el soporte virtual en donde desplegarlo y explotarlo nosotros.
Otra característica de los servicios de iPBX es que se facturan por usuario activo. Es decir, no se adquiere una licencia sino que se alquilan recursos. Así se puede ajustar los costes solamente a lo necesario, evitando el sobrecoste de poseer licencias sin usuarios.